# HD 47536
HD 47536 (HR 2447 / HIP 31688) es una estrella en la constelación del Can Mayor, situada cerca del límite con Puppis y Columba, de magnitud aparente +5,26. Se encuentra a 396 años luz del sistema solar. En 2003 y 2007 se descubrieron dos planetas extrasolares orbitando alrededor de esta estrella.
HD 47536 es una estrella gigante naranja de tipo espectral K0III —K2III según otras fuentes— con una temperatura superficial de 4380 K. El valor de su radio, obtenido por la medida directa de su diámetro angular, es 23,6 veces más grande que el del radio solar, y tiene una luminosidad 174 veces mayor que la del Sol. Se estima que su masa es algo mayor que la masa solar.
De especial interés es la baja metalicidad de HD 47536, sólo un 20% de la del Sol, a diferencia de la mayor parte de las estrellas con exoplanetas que se caracterizan por su elevada metalicidad. Parece ser una estrella muy antigua, con una edad de 9300 ± 1880 millones de años.

## Sistema planetario
El primer planeta, HD 47536 b, tiene una masa mínima 5 veces mayor que la masa de Júpiter y completa una órbita cada 430 días. El segundo planeta, HD 47536 c, se encuentra a una distancia media de 3,72 UA de la estrella, tiene una masa 7 veces mayor que la de Júpiter y completa una órbita cada 2500 días.
| Acompañante (En orden desde la estrella) | Masa (MJ) | Período orbital (días) | Semieje mayor (UA) | Excentricidad |
| ---------------------------------------- | --------- | ---------------------- | ------------------ | ------------- |
| HD 47536 b                               | > 5       | 430                    | 1,61               | 0,2 ± 0,08    |
| HD 47536 c                               | > 7       | 2500                   | 3,72               | ?             |